# 池田足継
池田 足継（いけだ の たりつぐ、生没年不詳）は、奈良時代の貴族。姓は朝臣。官位は従五位下・左少弁。

## 出自
池田氏は豊城入彦命の十世孫である佐太公の後裔で、上毛野氏と同祖とされる皇別氏族。姓は君で、天武天皇13年（684年）八色の姓の制定により朝臣に改姓した。

## 経歴
年月不詳の平城宮出土木簡に中務少丞を務めていた記録がある。
孝謙朝末の天平勝宝9歳（757年）従五位下・左衛士佐に叙任される。淳仁朝では、天平宝字3年（759年）下総介、天平宝字5年（761年）豊後守と地方官を歴任。天平宝字7年（763年）左少弁に任じられて京官に復している。
天平宝字8年（764年）に発生した藤原仲麻呂の乱における動勢は不明。

## 官歴
『続日本紀』による。
- 時期不明：正六位上。中務少丞
- 天平勝宝9歳（757年） 5月20日：従五位下。6月16日：左衛士佐
- 天平宝字3年（759年） 11月5日：下総介
- 天平宝字5年（761年） 10月1日：豊後守
- 天平宝字7年（763年） 4月14日：左少弁